# Henry Lee Giclas
Henry Lee Giclas   (Flagstaff, 9 de desembre de 1910 - Flagstaff, 2 d'abril de 2007) fou un astrònom estatunidenc, descobridor de planetes menors i cometes.
Va treballar en l'observatori de Lowell usant el comparador de parpelleig, i va contractar a Robert Burnham, Jr. per a treballar-hi. Va ser el descobridor d'un bon nombre de cometes, entre ells el 84P/Giclas.
El Centre de Planetes Menors li atribueix el descobriment de 17 planetes menors numerats entre 1943 i 1978, incloent l'asteroide d'Apol·lo 2201 Oljato i l'asteroide d'Amor Anza 2061. Alguns han identificat l'asteroide Oljato com a l'origen dels meteorits coneguts com les Oriònides. L'asteroide Giclas 1741, descobert el 26 de gener de 1960 pel programa Asteroid d'Indiana, es va nomenar així en el seu honor.
Giclas, R. Burnham, Jr. i N. G. Thomas van publicar el Lowell proper motions II, un informe d'estels amb moviment propi fet a l'observatori de Lowell.
Va morir el 2 d'abril de 2007, als 96 anys, a la mateix ciutat on va néixer.